# Закрутка вузькорота
Закрутка вузькорота, закрутка вузенька, або равлик-завиток лівозакручений, Vertigo angustior, — вид молюсків з родини Vertiginidae.
Занесено до Червоної книги України з 2021 року.

## Біоморфологічна характеристика
Мушля має висоту від 1.6 до 2.0 мм (у середньому 1.8 мм) і ширину в середньому 1 мм, довгастої яйцеподібної форми з 4.5–5.35 завитками (в середньому 5), від коричневого до жовтувато-коричневого або рогового кольору зі смугастістю.

## Середовище проживання
Це в основному європейський вид, що проживає від південної Скандинавії до Середземного моря та від Ірландії до Каспійського моря, з розсіяним і часто локалізованим поширенням у багатьох країнах. Ареал простягається на схід, з розрізненими місцевостями в Туреччині, Росії до Північного Ірану.
Вид присутній у середовищах проживання морських дюн та морських чи внутрішніх водно-болотних угідь (включаючи болота, болотисті місцевості, солончаки й заплави). Там, де фіксовані дюни мають правильні умови, равлик може охоплювати велику територію проживання. В іншому випадку равлика можна знайти в часто вузькій перехідній зоні між солончаками та дюнами, а також у перехідних зонах між пасовищами та водно-болотними угіддями з низькими травами, мохами та ірисами. Зазвичай трапляється на постійно вологих, але вільно дренованих ґрунтах, які не підлягають тривалому затопленню. Vertigo angustior — вид, який залежить від підземних вод.

## Загрози й охорона
Основними загрозами для цього виду є зміна гідрології території, інтенсивний випас, відсутність випасу худоби, підгодівля худоби, заростання чагарників, евтрофікація, пестициди, вплив на дозвілля (особливо на прибережних ділянках), наприклад, будівництво та модифікація дамби, керований відхід прибережних боліт, фрагментація середовища проживання, штучні насадження на відкритому ґрунті, пошкодження місць проживання автотранспортом, підвищення температури та екстремальні зміни, підвищення рівня моря та затоплення.
Вид занесений до червоного списку кількох європейських країн (наприклад, Велика Британія, Ірландія, Нідерланди, Швеція, Данія, Польща, більшість федеральних регіонів Німеччини). Хоча зараз є низка охоронних ділянок, де присутній цей вид, вони вимагають постійного належного управління місцевістю, і цього має бути достатньо, щоб убезпечити вид, хоча й у меншому діапазоні місць, ніж зараз, оскільки втрати, ймовірно, триватимуть у внутрішніх районах і маргінальні місця, особливо в Західній Європі.